# ليمان كورير
ليمان كورير (بالإنجليزية: Lyman Currier)‏ هو متزحلق حر أمريكي، ولد في 28 أغسطس 1994 في لويزفيل في الولايات المتحدة.

## وصلات خارجية
- ليمان كورير على موقع الاتحاد الدولي للتزلج (التزلج الحر) (الإنجليزية)
- ليمان كورير على موقع اللجنة الأولمبية الدولية (الإنجليزية)
- ليمان كورير على موقع أوليمبيديا (الإنجليزية)
- ليمان كورير على موقع اللجنة الأولمبية والبارالمبية الأمريكية (الإنجليزية)
- ليمان كورير على موقع ألعاب إكس (مؤرشف) (الإنجليزية)